# تروما
تروما (به انگلیسی: Trauma)، (به یونانی: τραῦμα) معنی زخم دارد. تروما در چهار موقعیت تعریف دارد:
- در دانش پزشکی به معنی زخم است؛[۱] اما با عامل بیرونی، و مثلاً زخم معده را شامل نیست.[۲] عامل زخم ممکن است تیغ بیابان باشد یا تیغ جراح. ممکن است همراه با شکستگی استخوان، کنده شدن پوست و گوشت نیز باشد، اما در عرض چند هفته ترمیم می شود.
- در اورژانس، غالباً مراد از آن ترومای حاد است.
- در ادبیات، یک تجربه ناخوشایند و ناراحت‌کننده که برای مدت طولانی شخص را تحت تأثیر قرار می‌دهد، مانند طلاق.[۳]
- در روان‌شناسی، یک حالت روانی شوک شدید ناشی از یک ضربه روانی بسیار ترسناک یا ناخوشایند که منتهی به اختلال اضطراب پس از سانحه می‌شود.[۴]

## مآخذ
1. ↑  http://en.wiktionary.org/wiki/trauma
2. ↑  http://www.merriam-webster.com/dictionary/trauma
3. ↑  http://www.ldoceonline.com/dictionary/trauma
4. ↑  http://www.ldoceonline.com/dictionary/trauma